# 루펠집박쥐
루펠집박쥐(Pipistrellus rueppellii)는 애기박쥐과에 속하는 박쥐의 일종이다. 아프리카와 이란과 이라크 같은 아시아 국가에서 발견된다. 자연 서식지는 건조, 습윤 사바나 지역과 아열대 또는 열대 기후 지역의 건조 관목 지대 그리고 무더운 사막 지역이다.

## 특징
몸길이는 10cm인 반면에 꼬리는 3.8mm이고 전완장은 3.4cm 이하이다. 몸무게는 겨우 7g에 불과하다.

## 서식지
다양한 종류의 틈새와 비위, 건물 속에서 발견하는 것은 드물지 않다.